# Сё Кэй
Сё Кэй (яп. 尚敬, 1700 — 1752) — ван государства Рюкю (1713—1751). Его правление именуется золотым веком развития и периодом расцвета культуры Окинавы. Он сделал большой упор на отношениях с Сацумой. Главной реформой Сё Кэя было восстановление казны, сохранение лесных ресурсов и активизация сельского хозяества. Большое влияние на политику Сё Кэя оказывал государственный советник Сайон.

## Внешняя политика
Королевство Рюкю имело дипломатические связи с Цинским Китаем и сёгунатом Токугава. 1716 году Сё Кэй направил Сайона качестве посла в Цин. Целью этого действия было утверждение Сё Кэя новым ваном Рюкю, которое должен был одобрить император Канси. 1719 году в государства Рюкю прибыли китайские послы Хай Бао и Сюй Баогуан. Послы принесли инвеституру от императора Канси. Сё Кэй отправлял послов и в Сёгунат Токугава в 1714, 1718, 1748 годах. Послы Рюкю поздравили сёгунов Японии с их назначением.